# Défense passive
La défense passive consiste en la protection des populations en cas de conflit armé.
Cette notion est née dans les années 1930 et comprenait essentiellement des mesures de protection en cas de bombardement en renforçant l'action des pompiers :
- mise en place d'un réseau de surveillance et d'alerte (sirène) ;
- construction d'abris souterrains et recensement de lieux pouvant servir d'abris (métro, caves…) ;
- information et sensibilisation de la population (par voie d'affiches, de radio…) sur la conduite à tenir en cas d'alerte : extinction des feux, occultation des fenêtres, se diriger vers l'abri le plus proche (que l'on aura repéré avant), l'utilisation des moyens de protection individuels en cas d'attaque chimique (gaz)…

La notion a par la suite évolué pour devenir celle de sécurité et protection civile, qui englobe les risques en dehors des guerres.

## En Belgique
La Fondation de la Ligue de protection anti-aérienne passive de la population et des installations civiles et des institutions civiles (L.P.A.) précurseur de la Protection civile, a été fondée en 1934 par les autorités belges afin de protéger la population contre les attaques militaires. La défense active des civils était une tâche de l'armée, mais les comités communaux et urbains de la Défense aérienne passive devaient avertir la population, administrer les premiers soins et déblayer les décombres après les bombardements. Le service organisa notamment des opérations de sauvetage à Anvers et Liège après le bombardement des V1 et V2 fin 1944.
En 1945, la Défense aérienne passive a été transformée en un Corps national de secours (CNS) dont le quartier général était établi dans le Parc du Cinquantenaire.
En 1951, le Corps national de secours devient le Corps de la Protection civile, doté d'un statut propre fixé dans l'AR du 11 mars 1954.

## En Corée du Sud
La Corée du Sud a un important réseau d'abris en raison de la menace que fait peser la Corée du Nord depuis la guerre entre ces deux pays entre 1950 et 1953.
En mai 2017, elle dispose de 17 501 abris dont 3 321 installations d'évacuation de la sécurité civile telles des stations de métro et des abris dans les immeubles de bureaux et bâtiments officiels ayant une superficie totale de 23,69 km2 pour la seule ville de Séoul.

## En France

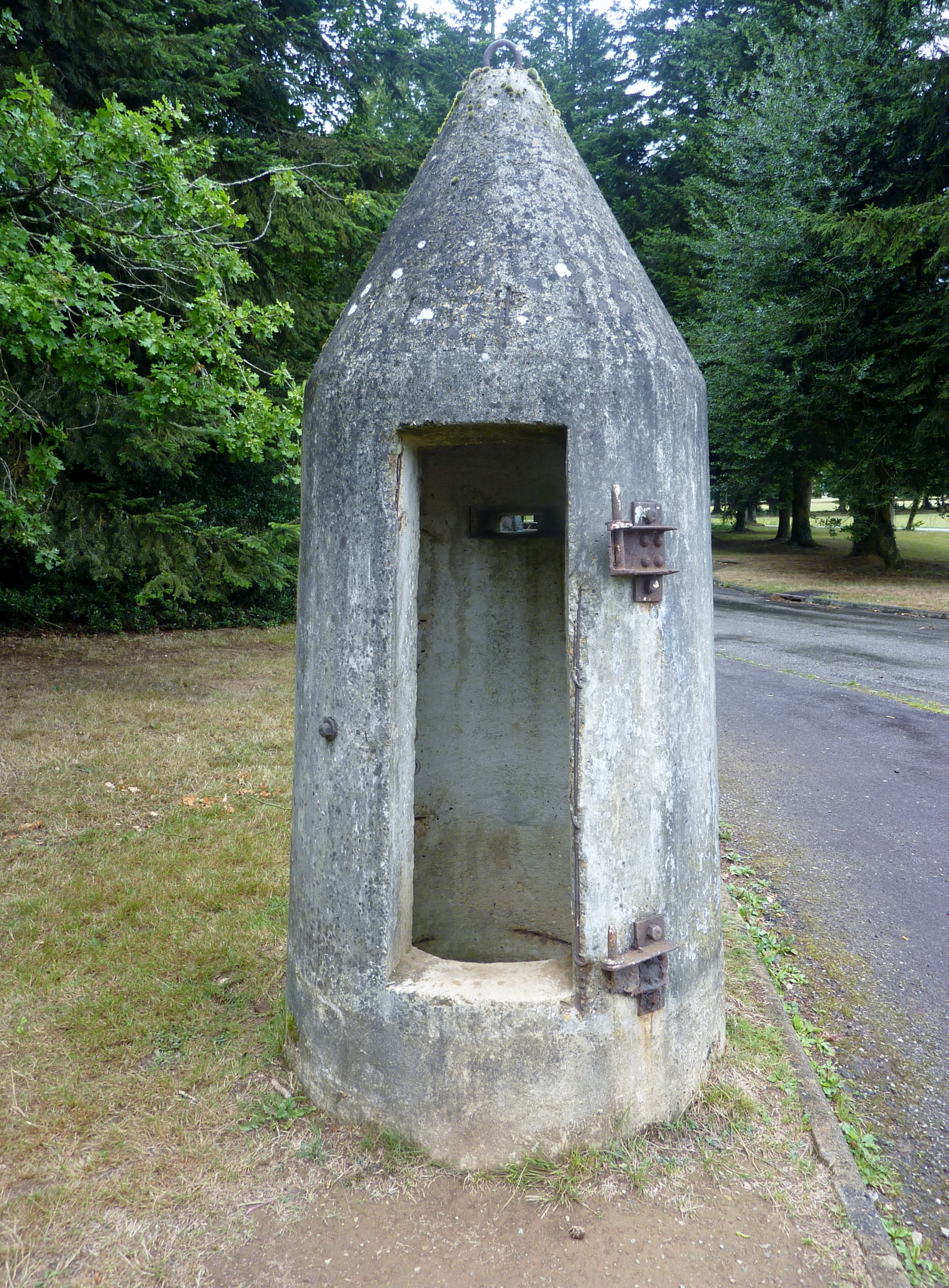
Guérite en béton dite de défense passive pendant la Seconde Guerre mondiale.

En France, une association dénommée Union nationale pour la défense aérienne et pour la protection des populations civiles (« UNDA ») voit le jour à Paris, en 1933, sous la présidence d’honneur de Gaston Doumergue, ancien président de la République française.
Une première loi « relative à l'organisation des mesures de protection et sauvegarde de la population française » est promulguée le 8 avril 1935 ; elle rend obligatoire l'organisation de la défense passive par l'État « contre le danger d'attaque aérienne » sur l'ensemble du territoire national. De nombreux décrets d'application sont publiés jusqu'en 1938, définissant les statuts du personnel de la défense passive, réglementant les appareils de protection contre les gaz toxiques, organisant la création d'abris publics et de postes de secours, et imputant les dépenses sur le budget de l'Etat.
En 1938, l’UNDA prend la dénomination de Comité national de défense aérienne et de sauvetage public.
Une seconde loi du 11 juillet 1938 « de défense nationale sur l'organisation de la nation en temps de guerre », plus ambitieuse, prévoit le fonctionnement des pouvoirs publics en temps de guerre et prépare l'économie française à l'éventualité de la guerre. Plus de 35 textes relatifs à la défense passive contre les attaques aériennes sont publiés en 1939.
Après la Seconde Guerre mondiale, Jean-Eugène Laurent Perrussel et Marcel Libert fondent le 27 janvier 1950, l'Union nationale de protection civile (UNPC).
Il est apparu à Laurent Perrussel, au cours des années, que les sujets traités par les colloques et les conférences de l’Union nationale de protection civile méritaient d’être partagés au sein d’un laboratoire d’idées largement ouvert aux professionnels de la sécurité tant publics que privés. C’est dans ce but que l’UNPC fonde en 1959, le Conseil national de la protection civile (CNPC).

## En Suisse
En Suisse, la loi fédérale sur la protection de la population et sur la protection civile impose que « chaque habitant doit disposer d'une place protégée dans un abri antiatomique situé à proximité de son lieu d'habitation et atteignable dans un délai raisonnable [...]. Lors de la construction de maisons d'habitation, de homes et d'hôpitaux, les propriétaires d'immeubles doivent réaliser des abris, les équiper et, par la suite, les entretenir ». Ces abris sont destinés à la protection anti atomique et ont pour l'essentiel été construits dans les années 1960 et 1970 face à la menace nucléaire. En 2006, la Suisse comptait environ 300 000 refuges aménagés dans des habitations, institutions et hôpitaux, de même que 5100 abris publics pour un total de 8,6 millions de places.

## Iconographie

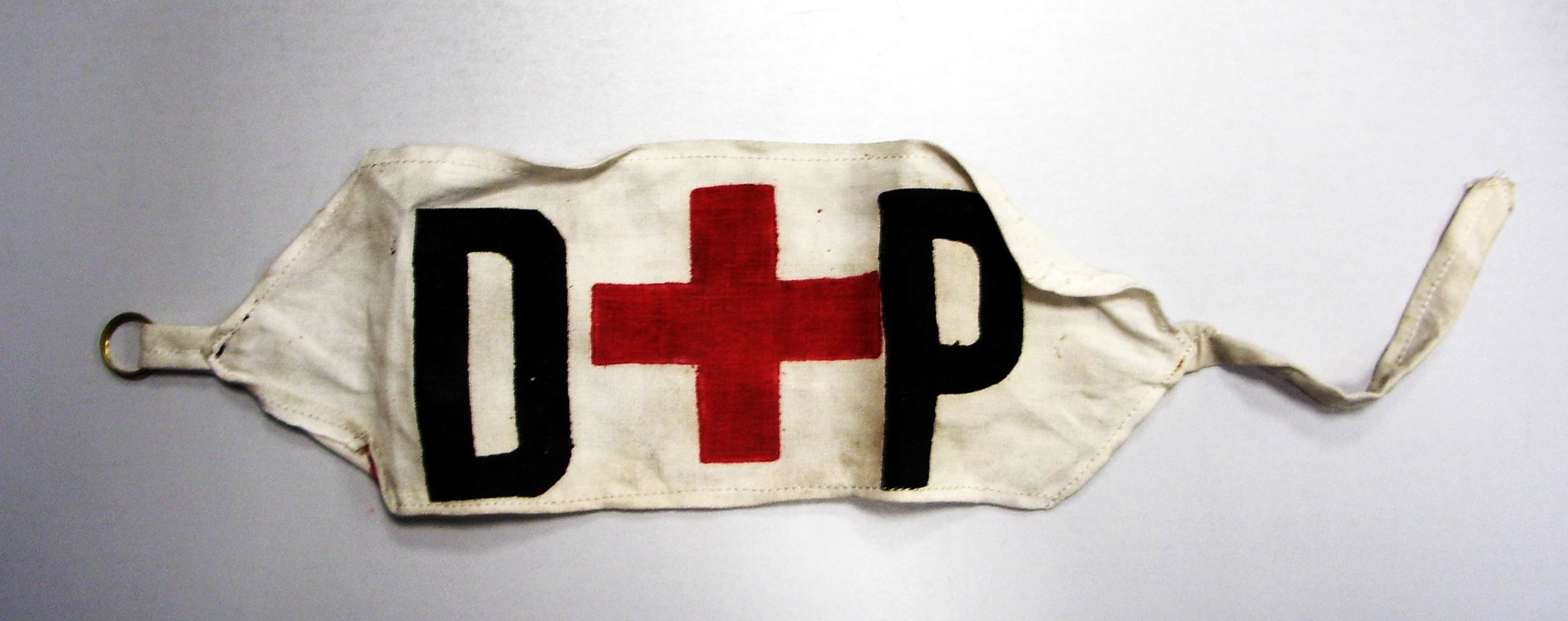
Brassard de défense passive porté par les secours.
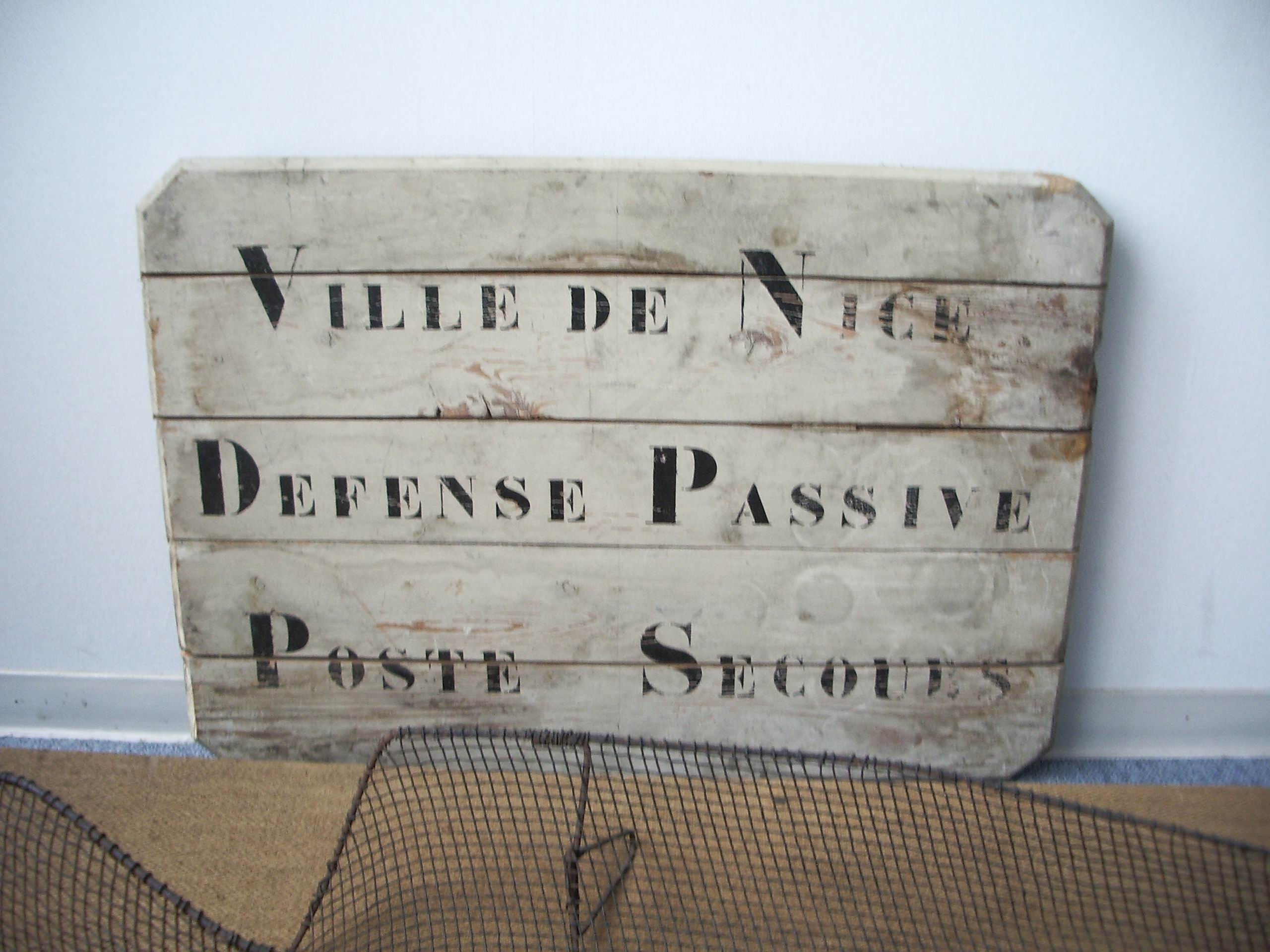
Panneau signalant un poste de secours de défense passive à Nice.
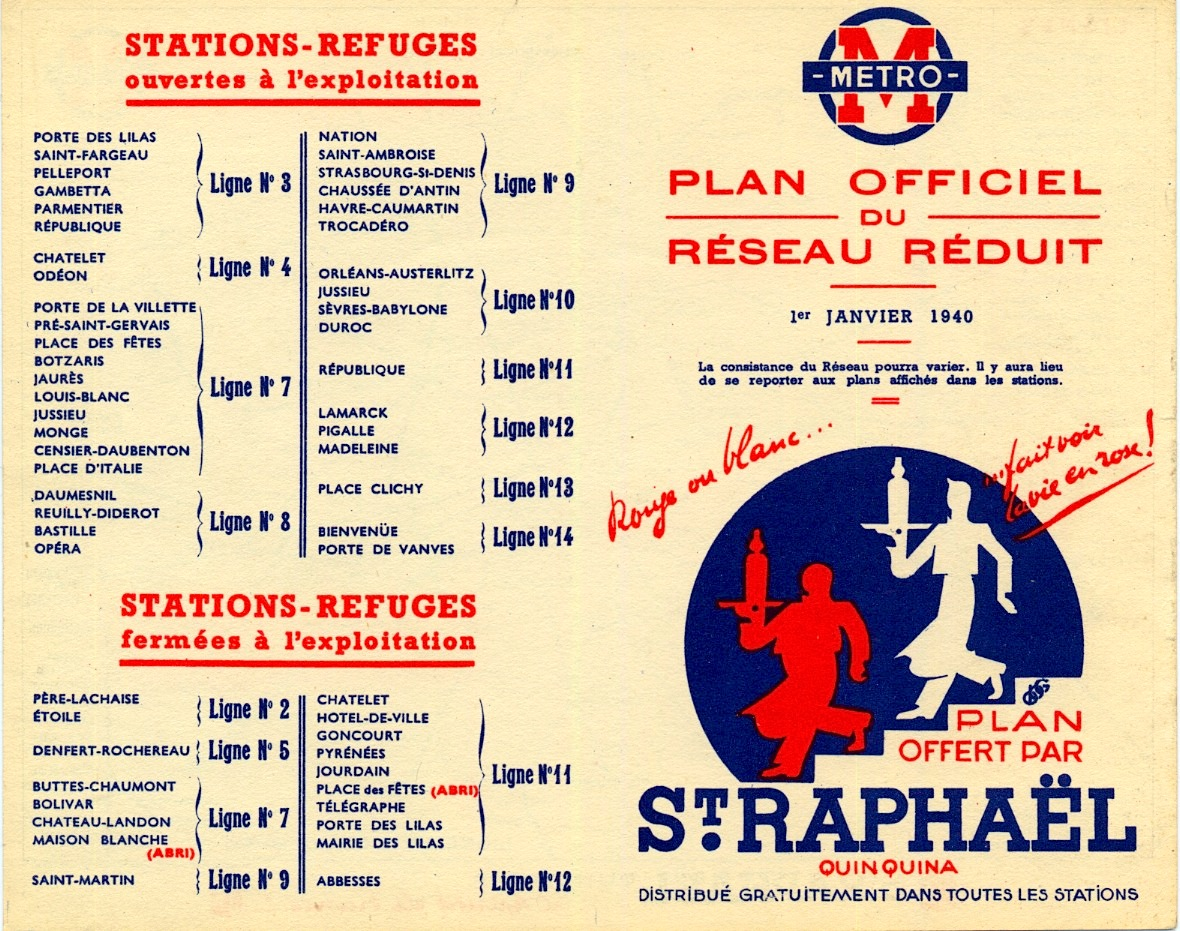
La liste des stations-abris du métro parisien en janvier 1940.
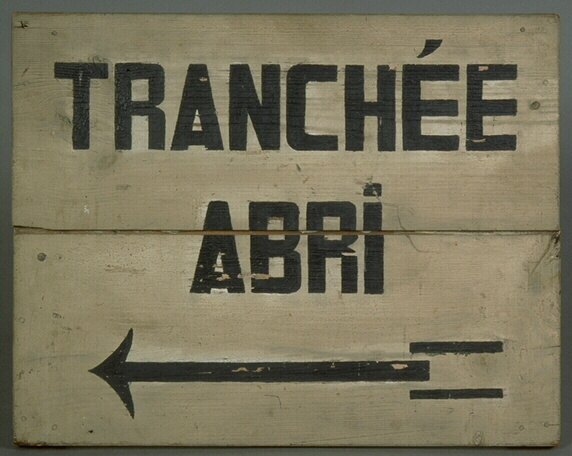
Panneau signalant un abri - musée de Bretagne.
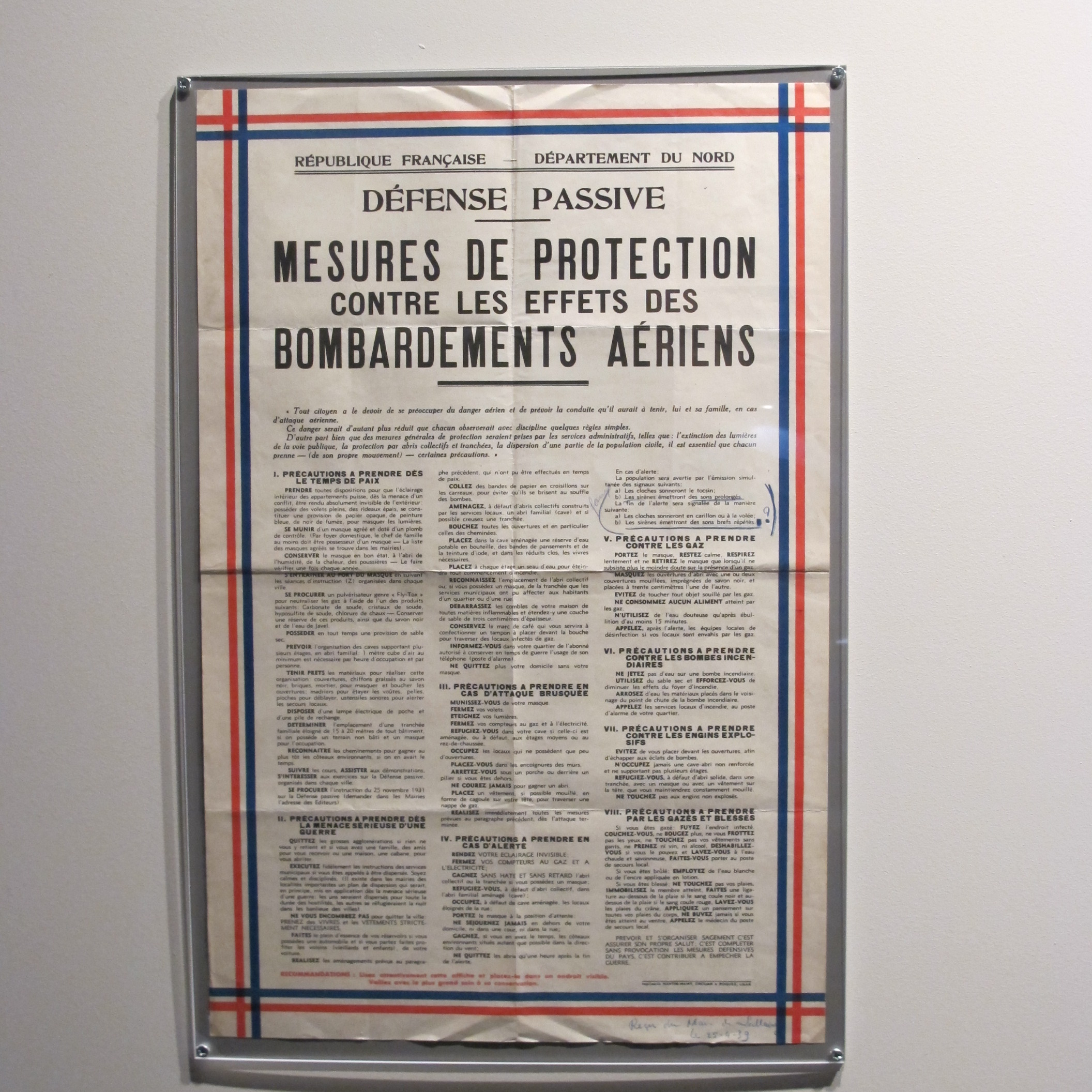
Affiche concernant les mesures de protection contre les effets des bombardements aériens.
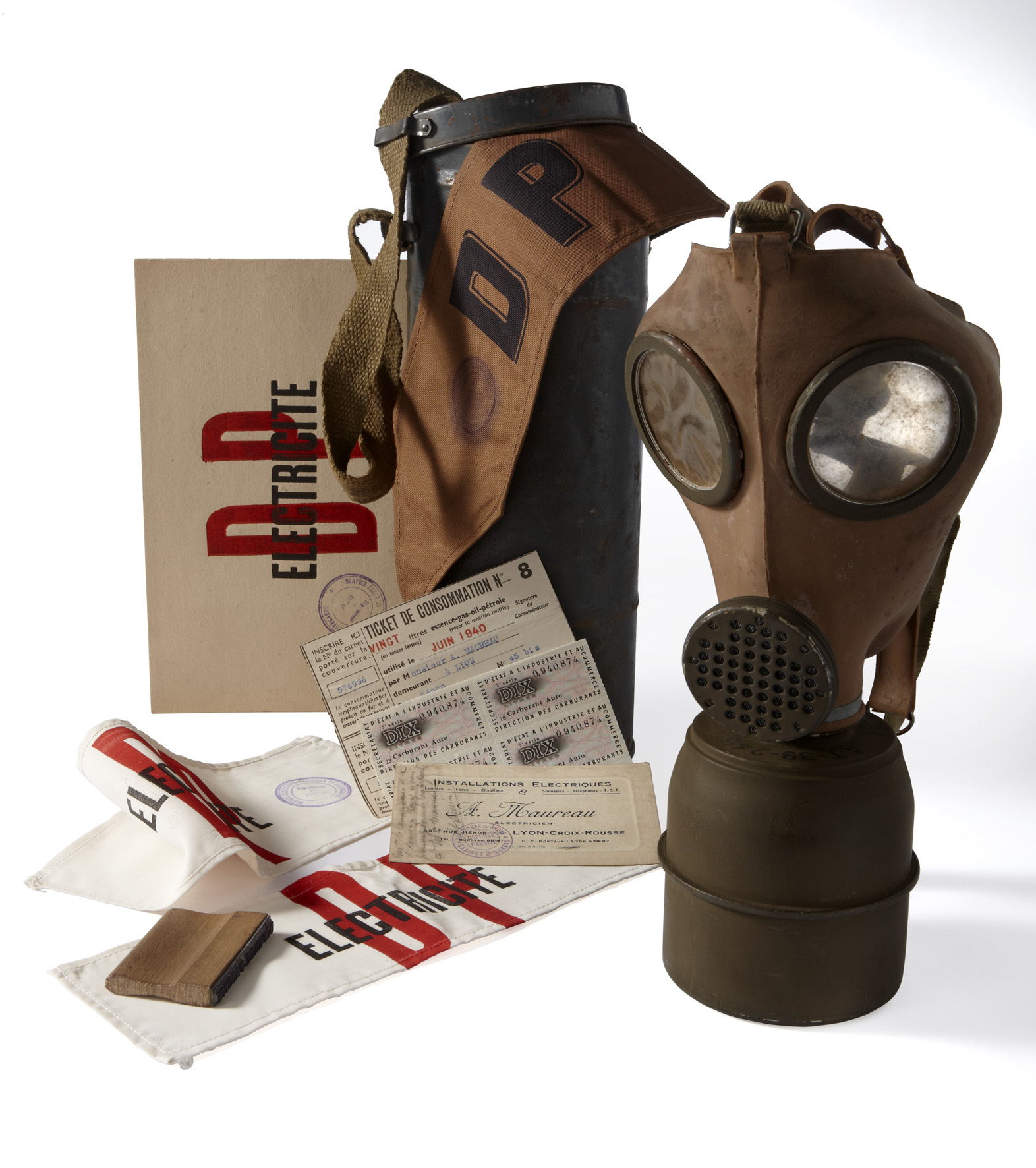
Equipement de défense passive, dont masque à gaz. Collections du Centre d'histoire de la résistance et de la déportation à Lyon.
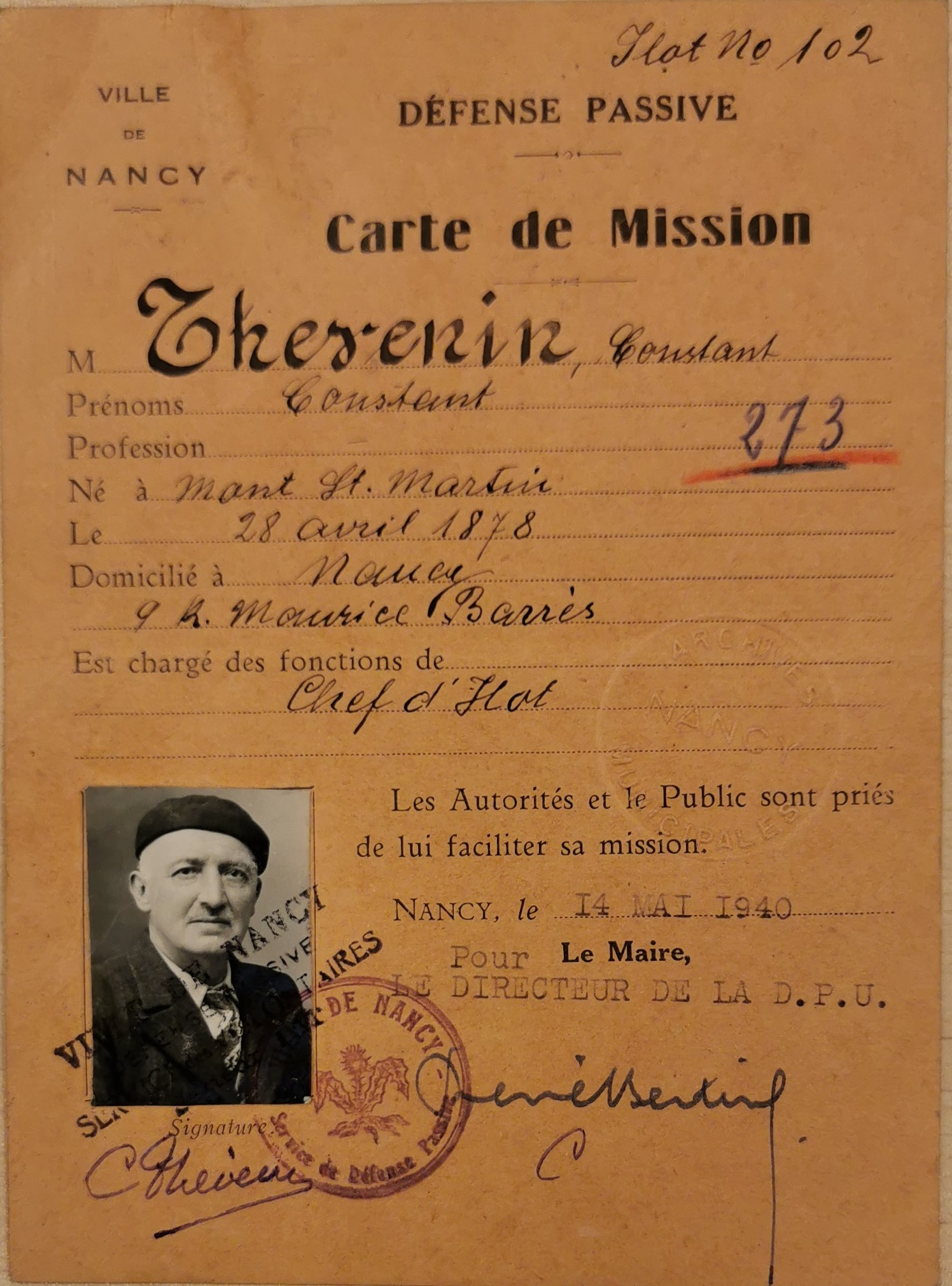
Carte de mission délivrée par la Ville de Nancy